# Nostoc sphaericum
El cushuro, murmunta o llullucha (Nostoc sphaericum) es una cianobacteria cuyas colonias crecen en las lagunas, bofedales y charcos de los Andes. Forma parte de los alimentos nativos en Bolivia, Chile, Ecuador y  Perú.

## Descripción
Las colonias de cianobacterias de Nostoc sphaericum son de consistencia gelatinosa, de color azul verdoso y se diferencian del Nostoc commune por su forma esférica.
Son consideradas 'algas verde azuladas' por algunas personas. Si bien no son propiamente algas ya que las algas están compuestas por células eucariotas mientras que las cianobacterias se componen de células procariotas, se comportan como ellas al generar su propio alimento a través de la fotosíntesis oxigénica en el agua.

## Taxonomía
Nostoc sphaericum fue descrita por Jean Pierre Étienne Vaucher y publicado por Bornet & Flahault en Annales des Sciences Naturelles, Botanique, Septième Série 7: 177-262 en 1886.

#### Sinonimia
- Nostocella sphaerica (Vaucher) Gaillon[5]
- Nostoc sphaericum var. majus C.C.Jao[5]

## Importancia económica y cultural
Nostoc sphaericum se ha utilizado tradicionalmente como alimento, medicina y biofertilizante.

### Uso gastronómico
En Perú se consume en platos tradicionales como el picante de cushuro, el cebiche de cushuro y también en ensaladas.

### Uso en la medicina tradicional
En la región peruana de Áncash, se recomienda su consumo para la recuperación luego de una operación quirúrgica.

### Farmacología
Estudios de 1990 en Hawái identificaron compuestos en la cianobacteria con propiedades citotóxicas y antivirales del extracto etanólico del cushuro liofilizado.
Estudios del 2014 han comprobado las propiedades antioxidantes del extracto acuoso liofilizado.
Estudios del 2017 en Japón encontraron un nuevo aminoácido tipo micosporina denominado β-Gal-P334 (13-O-β-galactosyl-porphyra-334) que absorbe la radiación ultravioleta, protege la piel y tiene potencial cosmético. El compuesto también tiene propiedades antioxidantes.
Estudios in vitro del 2019 mostraron la capacidad del cushuro de inhibir las enzimas alfa-amilasa, alfa-glucosidasa y la difusión de glucosa; por lo que podría contribuir al tratamiento de la diabetes tipo 2.

### Valores nutricionales
Contiene aminoácidos esenciales para el ser humano, también lípidos, carbohidratos y proteínas. También es fuente de calcio, fósforo, hierro y vitaminas B1 y B2. 

## Cultivo
Un estudio del 2018 en la Universidad Nacional Santiago Antúnez de Mayolo de Huaraz realizó una investigación exploratoria, explicativa y experimental del cultivo de Nostoc sphaericum en diferentes profundidades con alimentación de agua constante. La profundidad de una cocha construida en un ecosistema de humedal mostró una gran influencia en la producción piloto de cushuro, que a la vez depende de factores como la precipitación, la radiación solar y la concentración de nutrientes, concluyéndose que a menores profundidades hay una mejor producción del N. sphaericum.

## Nombres comunes
- Cushuro,[15] kushuro, nostoc,[2] murmunta, llullucha,[16] llayta[17]